# کاتنین

فعل‌وانفعالات اصلی پروتئین‌های ساختاری در محلِ اتصال و چسبندگی سلولی وابسته به کادهرین. اینگونه کادهرین‌ها دقیقاً به چه وسیله‌ای به رشته‌های نازک اکتین متصل هستند، همچنان در دستِ تحقیق و بررسی است.

کاتِـنین (انگلیسی: Catenin) تیره‌ای از پروتئین‌ها هستند که در درون کمپلکس‌های پروتئینی کادهرین در یاخته‌های همهٔ جانوران یافت می‌شوند.
دو نوع از نخستین کاتنین‌هایی که کشف شدند، آلفا-کاتنین و بتا-کاتنین بودند. آلفا-کاتنین قادر است به بتا-کاتنین و همچنین اکتین متصل شود. بتا-کاتنین به دومِـین سیتوپلاسمی برخی کادهرین‌ها اتصال می‌یابد. کاتنین‌های دیگری که کشف شده‌اند، کاتنین گاما و دلتا هستند.
واژهٔ کاتنین در زبان لاتین به‌معنای «زنجیر» است و علت انتخاب این نام برای پروتئین‌های مذکور، این باور بود که کاتنین‌ها همچون زنجیری، کادهرین‌ها را به اسکلت سلولی متصل نگه می‌دارند.

## انواع
- آلفا-کاتنین
- بتا-کاتنین
- دلتا-کاتنین
- گاما-کاتنین

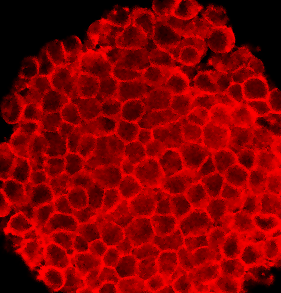
بتا-کاتنین در محل اتصال سلول‌به‌سلول در یاخته‌های سرطانی «کارسینومای جنینی»

تمامی این پروتئین‌ها بجز آلفا-کاتنین، دارای «توالی تکرارشوندهٔ آرمادیلو» هستند.